# Berlaymont-bygningen
Berlaymont-bygningen er navnet på den bygning i Bruxelles, Belgien, hvor Europa-Kommissionen har sit hovedsæde. Bygningen ligger for enden af Rue de la Loi i det såkaldt "europæiske kvarter", hvor mange andre EU-institutioner også har til huse. Den firefløjede bygning er tegnet af arkitekten Lucien De Vestel. Fordelt på 14 etager rummer bygningen 241.515 m².
Navnet Berlaymont stammer fra et kloster tilhørende Augustinerordenen, der lå på stedet. Klostret hed Damen von Berlaymont. Byggeriet af Berlaymont-bygningen påbegyndtes i 1963 og det færdige byggeri blev indviet i 1969. Bygningen måtte imidlertid rømmes i 1991 grundet en omfattende renovering, hvor asbesten i facaden blev fjernet. Arbejdet var planlagt til at være færdigt i 1997, men først i 2004 kunne bygningen atter tages i brug. I mellemtiden anvendte kommissionen Breydel-bygningen. Projektet blev kritiseret voldsomt grundet tidsoverskridelsen og prisen – det endte med at koste omkring 10 mia. kr.

## Anvendelse
Berlaymont-bygningen har været hjemsted for Europa-Kommissionen siden den blev opført i 1969 og er blevet et symbol på kommissionen og den europæiske tilstedeværelse i Bruxelles. Kommissionen befinder sig samlet set i over 60 bygninger, men Berlaymont er hovedsædet, hvor Europa-Kommissionsformanden og de øvrige kommissærer har kontorer.
Derudover har en række generaldirektorater hjemsted i denne bygning. Det drejer sig om Personale og Sikkerhed, Europæisk Politisk StrategiCenter (EPSC), Kommunikation (COMM), Kontor for Infrastruktur og Logistik Bruxelles (OIB), Generalsekretariatet for Kommissionen (SG) og Jura (SJ).